# Peking-Paříž 1907

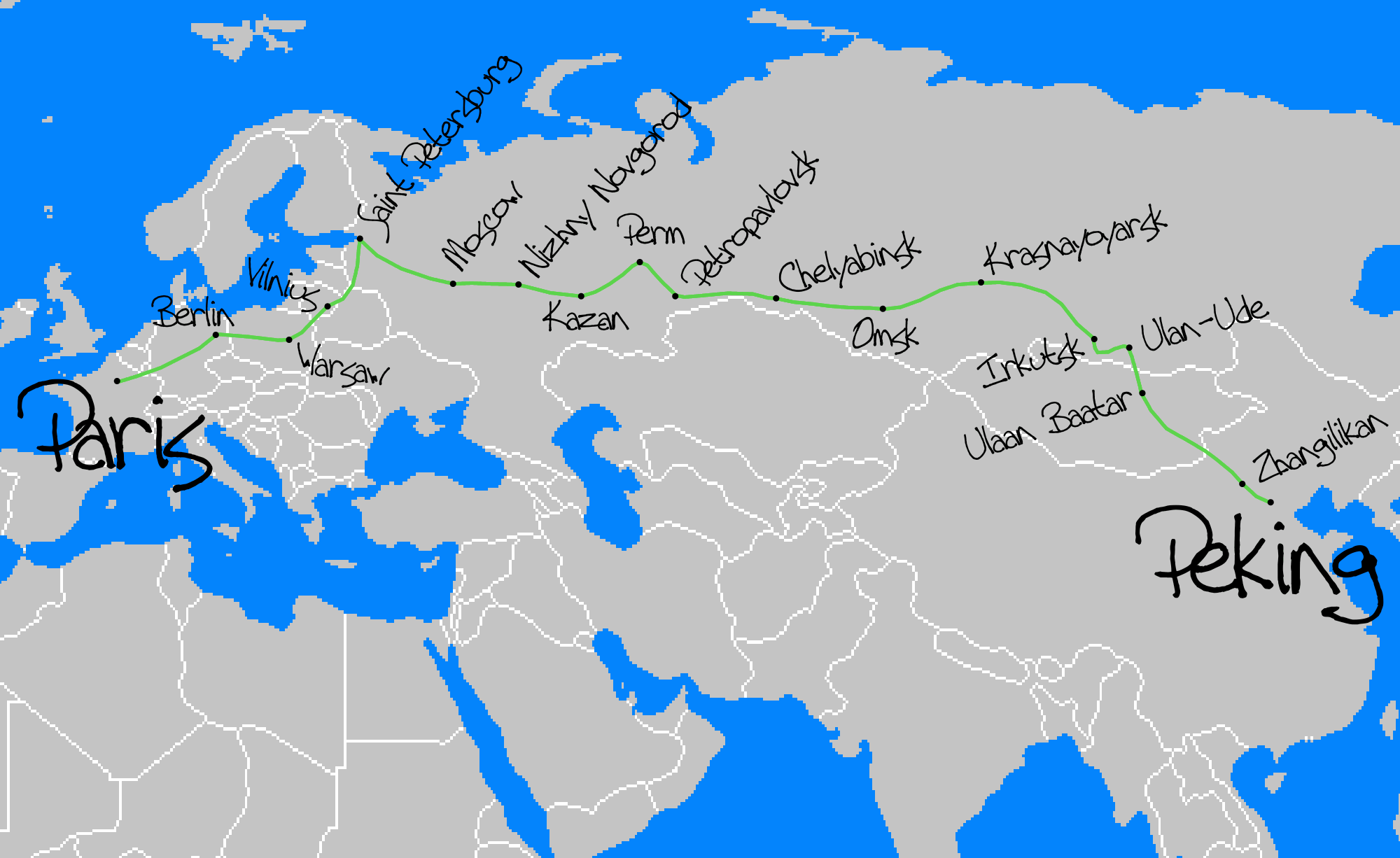
Trať závodu

Peking-Paříž byl automobilový závod, který vyhlásil francouzský list Le Matin v lednu 1907. Z původně přihlášených více než šesti desítek vozů se nakonec účastnilo pět posádek. Závod byl odstartován 10. června 1907 před francouzským velvyslanectvím v Pekingu. Úkolem vozů bylo dostat se jakýmkoli způsobem do Paříže, kde vítěz obdrží jedenapůllitrovou láhev šampaňského vína. Trasa vedla místy, kde dosud nebyly pevné silnice, navíc bylo léto onoho roku mimořádně deštivé, na čínském území musely být vozy často přenášeny nebo taženy koňským spřežením. Po trase byly zřízeny tankovací stanice, kam benzin dopravovaly velbloudí karavany. Lehká tříkolka Contal musela v poušti Gobi ze závodu odstoupit. Nakonec vyhrál kníže Scipione Borghese, jehož vůz značky Itala měl nejvyšší výkon a to 40 koňských sil. Celkem zdolal 14 994 kilometrů a 10. srpna 1907 triumfálně vjel do Paříže. Jeho soupeři dorazili s několikadenním odstupem.
Jako připomínka závodu se v letech 1997, 2007 a 2013 konaly jízdy veteránů z Pekingu do Paříže.

## Celkové pořadí
- 1. Itala, (Itálie), Scipione Borghese, Luigi Barzini a Ettore Guizzardi
- 2. Spyker, (Nizozemsko), Charles Godard a Jean du Taillis
- 3. De Dion-Bouton 1, (Francie), Georges Cormier
- 4. De Dion-Bouton 2, (Francie) Victor Collignon
- Contal, (Francie), Auguste Pons – nedokončil